# Tumeur carcinoïde du grêle
 Mise en garde médicale
La tumeur carcinoïde de l'intestin grêle est une tumeur carcinoïde de localisation intestinale.